# Sepp Dostthaler
Josef „Sepp“ Dostthaler (* 9. Januar 1965 in Brannenburg) ist ein ehemaliger deutscher Bobfahrer.

## Karriere
Josef Dostthaler wurde 1991 mit Mike Sehr Juniorenweltmeister im Zweierbob. Ein Jahr später gewann er die deutsche Meisterschaft, drei weitere folgten. Im gleichen Jahr holte er bei der Europameisterschaft seine erste Bronzemedaille. Es folgten drei weitere Bronzemedaillen bei einer EM, 1993 und 1996 in St. Moritz sowie in Winterberg 1999. Bei der Europameisterschaft 1997 gewann er Silber.
Bei den Olympischen Winterspielen 1994 in Lillehammer trat er im Zweierbob an. Im Zweierbob mit Bogdan Musiol belegte er den zwölften Rang.
Aktuell ist Dostthaler als Trainer beim Bob- und Schlittenverband für Deutschland tätig.